# Homestead Meadows North
Homestead Meadows North es un lugar designado por el censo ubicado en el condado de El Paso en el estado estadounidense de Texas. En el Censo de 2010 tenía una población de 5.124 habitantes y una densidad poblacional de 126,7 personas por km².

## Geografía
Homestead Meadows North se encuentra ubicado en las coordenadas 31°50′54″N 106°10′15″O / 31.84833, -106.17083. Según la Oficina del Censo de los Estados Unidos, Homestead Meadows North tiene una superficie total de 40.44 km², de la cual 40.44 km² corresponden a tierra firme y (0%) 0 km² es agua.

## Demografía
Según el censo de 2010, había 5.124 personas residiendo en Homestead Meadows North. La densidad de población era de 126,7 hab./km². De los 5.124 habitantes, Homestead Meadows North estaba compuesto por el 89.93% blancos, el 0.49% eran afroamericanos, el 0.72% eran amerindios, el 0.18% eran asiáticos, el 0.1% eran isleños del Pacífico, el 8.1% eran de otras razas y el 0.49% pertenecían a dos o más razas. Del total de la población el 89.54% eran hispanos o latinos de cualquier raza.

## Educación
El Distrito Escolar Independiente de Clint gestiona escuelas públicas.